# 世昌号国防动员舰
世昌号国防动员舰是中华人民共和国唯一的一艘国防动员舰，亦是一艘以民族英雄邓世昌命名的综合训练舰。其型号为0891A，于1996年12月28日服役，现归建于海军大连舰艇学院。该舰內設健身房、洗衣房和烘乾房等，并按其用途配有相应器材和设备。
國防動員船的概念是節省二線艦艇的平日維護費用，將一些平日用於貨運載客的船隻預先改裝一些軍用設備或連接口，當戰時迅速動員這些船隻作為後勤和支援類的軍艦，而平日這些船隻可以繼續商用用途，節省維持費。世昌号就是國防動員船概念的示範艦。
世昌号由工程院院士张炳炎教授設計，它拥有航海训练、直升机训练、医疗训练、国防动员演练以及运载300个标准集装箱等多种功能。通过加装各种集装箱模块，能迅速地把一艘民用运输船转换成各类战时使用的军用辅助器，货舱总容量6000立方米、可装载300个标准集装箱，该舰可快速改装成医院船、直升机母舰、运输船。

## 特徵
在加装医院集装箱模块后，该船就变成了“海上医院”，其规模相当于陆地上一个中心医院，有上百种先进设备的手术室、X光室、暗房、诊疗室、化验室、消毒室、控制室、更衣室及带卫生间的病房，可进行各种复杂的手术，并可供100名医护人员进行海上医疗救护训练。
在加装直升机舰载系统模块后，本船可携载直升机在海上进行飞行训练，飞行甲板可供两架直升机同时起降。
平时世昌号还具备预备役人员演练的基本功能。如作战物质和车辆、人员的输送，以及航海实习等项目的演练。此外该舰还具备普通集装箱运输船功能，能一次装运300多个标准物資集装箱。